# Discovery Committee
Discovery Committee (engleski: Odbor "Discovery", odbor za otkrića) bio je popularan naziv za Međuresorni odbor za zavisnost Falklandskih otoka (eng. Interdepartmental Committee for the Dependencies of the Falkland Islands) koji je osnovala britanska vlada za provođenje znanstvenih istraživanja (koja su postala poznata kao "Discovery Investigations",  i predlaganje politika očuvanja prirodnih resursa i gospodarskog razvoja za Zavisne Falklandske otoke.
Tijekom više od 25 godina (1925. – 51.) pionirskog rada, istraživački brodovi Odbora - Discovery (brod Roberta Scotta), William Scoresby i Discovery II - prikupili su ogromnu količinu oceanografskih, bioloških i geografskih podataka objavljenih u 38 svezaka, pridonoseći uvelike upoznavanju južnih regija svijeta. Osobito su opsežni novi podaci koji se odnose na sve aspekte otoka Južne Georgije. Među rezultatima istraživanja bilo je i otkriće prirodne granice Antarktika, Antarktičke konvergencije.